# 李慎彝
李慎彝（1777年—1855年），字信齋，四川威遠人，清朝官員。

## 生平
李慎彝原名慎修，嘉慶十三年（1808年）中式戊辰科二甲進士。先後任福建省清流縣、沙縣與晉江縣知縣。
道光三年（1823年），李慎彝接替范邦幹擔任台灣府台灣縣知縣。李慎彝立示禁碑禁各胥、役勒索紳衿。擔任淡水同知（今新竹市）時，則准紳士鄭用錫及林國華等僉稟，建造竹塹石城、竹塹明志書院，重祠祀，興水利，並開墾竹北祭山與湖山兩山區，四年任內，推動三十項重大公共工程建設，將新竹市推動成北台灣政經中心。
道光七年（1827年），轄內番民五社，越界至漢民居地騷亂，有參將建議出兵平亂，李慎彝否決此案，並以安撫為因應。之後，亦募丁重修漢番廨署，設石碎崙隘，防止原漢紛爭等。次年，因台灣北部三貂角一帶宵小時聞，他建置巡邏船隊於艋舺。後台灣縣轄內平民祀德政祠。
今苗栗獅頭山，為李慎彝觀形似獅而命名。苗栗縣志稱之與銅鑼李家是為宗親。
道光六年（1826年），他接替蘇鏊擔任台灣府淡水撫民同知。道光九年（1829年）昇任噶瑪蘭通判，不久即升任湖北鄖陽知府。

## 延伸阅读
[在维基数据编辑]

## 其他參考文獻
- 《臺灣歷史人物小傳—明清暨日據時期》，國家圖書館，2003年12月，P180

- 《淡水廳志》卷九上列傳一名宦文職，P260。

- 《臺北市志》人物志，P15。

- 《臺灣通史》卷三十四列傳六循吏列傳附薛志亮傳，P891。

- 《臺灣通志》列傳政績，P434。

- 劉寧顏編，《重修台灣省通志》，台北市，台灣省文獻委員會，1994年。

- 新聞稿《曾經的榮耀》，四川省威遠縣政協陳廷德，2009年2月。

- 苗栗縣志

| 官衔          | 官衔                                                                     | 官衔          |
| ------------- | ------------------------------------------------------------------------ | ------------- |
| 前任： 史慶芬 | 泉州府晉江縣知縣 嘉慶二十－二十二年 （1815－1817年）                     | 繼任： 王銀   |
| 前任： 沈士恆 | 泉州府晉江縣知縣 道光元年－二年 （1821－1822年）                         | 繼任： 沈士恆 |
| 前任： 范邦幹 | 福建省臺灣道臺灣府臺灣縣知縣 道光三年－道光六年 （1823年－1826年）       | 繼任： 熊飛   |
| 前任： 蘇鏊   | 福建省臺灣道臺灣府淡水撫民同知 道光六年－道光七年 （1826年－1827年）     | 繼任： 杜紹祁 |
| 前任： 李嗣鄴 | 福建省臺灣道臺灣府淡水撫民同知 道光十三年－道光十五年 （1833年－1835年） | 繼任： 李廷璧 |